# Tarzan i Zaginione Miasto
Tarzan i Zaginione Miasto (ang. Tarzan and the Lost City) – amerykańsko-niemiecko-australijski film przygodowy akcji z 1998 roku w reżyserii Carla Schenkela na podst. powieści o Tarzanie Edgara Rice'a Burroughsa. Wyprodukowana przez wytwórnię Warner Bros. Główne role w filmach zagrali Casper Van Dien, Jane March i Steven Waddington.

## Fabuła
Suffolk, rok 1913. John Clayton, syn brytyjskiego lorda Greystoke wychowany przez małpy w afrykańskiej dżungli jako Tarzan, przygotowuje się do ślubu z ukochaną Jane Porter. Niespodziewanie ma wizję rabunku, którego dopuszczają się poszukiwacze skarbów podczas pogrzebu wodza zaprzyjaźnionej afrykańskiej wioski. John, mimo protestów Jane, wyrusza do Afryki Środkowej. Spotyka się z szamanem wioski – Mugambe, który opowiada o napaści ze strony ludzi Nigela Ravensa, który wykradł jeden z klejnotów prowadzących do legendarnego miasto Opar. Jeśli zostanie ono odkryte przybędą kolejni grabieżcy żądnych bogactw Afryki.
John nazywany przez Afrykańczyków Tarzanem został wezwany przez Mugambe, by jako lepiej znający białych ludzi, odnalazł Ravensa i odwiódł go poszukiwań. Będąc w obozie Ravensa, odkrywa iż ten zna przypadek Tarzana. Ravens ignoruje ostrzeżenia Johna i kontynuuje swą wyprawę. Obiecuje swym ludziom większą zapłatę w zamian za zabicie wielkiej małpy. Gdy część z nich podąża za jednym z goryli, atakuje i przepędza ich Tarzan.
Do Afryki dociera też Jane, która wraz z kapitanem Dooleyem kwateruje się w hotelu. Tam spotykają z Ravensem, który nie wie, że Jane jest narzeczoną Tarzana i bierze ją za kolejnego Europejczyka będącego pierwszy raz w Afryce. Nocą gdy Ravens zaprasza Jane na kolację, John uwalnia zwierzęta wyłapane przez Ravensa i dowiaduje się o obecności swej narzeczonej. Archer, jeden z ludzi Ravensa informuje o zajściu z gorylami. Ten łącząc fakty rozkazuje zabić Tarzana i porwać Jane. John jednoczy się z Jane i umykają Wilkesowi, prawej ręce Ravensa. Jednak Ravens rezygnuje z planów wobec Tarzana i kontynuuje swą ekspedycję.
Podczas podróży John i Jane uwalniają słonicę i jej młode z kłusowniczej pułapki. W podzięce słonie zanoszą ich do miejsca, w którym John wychowywał się. Relaksując się w chatce rodziców Johna słyszą niepokojące dźwięki. Ekspedycja Ravensa ostrzeliwuje łódź Dooleya i biorą w niewolę lokalnych tubylców. Dzień później John i Jane spotykają z plemieniem Mugambe. Mimo przestrogi Johna o przewadze Ravensa plemię jest zdecydowane na walkę z nimi. Mugambe informuje też o śmierci Dooleya i jego załoganta. John chce powstrzymać Ravensa, gdy dowiaduje o użyciu przez niego karabinu maszynowego nieznanym Afrykańczykom.
Droga do Opar robi się coraz bardziej niebezpieczna, jednak Ravens zdeterminowany. Słyszy strzelającą Jane do lwa i z kilkoma ludźmi chce zlokalizować źródło dźwięku. Jane udaje się umknąć wrogom, ale atakuje ją kobra. W porę John przyjmuje na siebie ukąszenie. Uciekając przez wrogami John osłabiony jadem mdleje przy drzewie, a Jane trafia w ręce Ravensa. Widząc rój pszczół przy ciele Tarzana uznaje go za martwego. W rzeczywistości to Mugambe zmienił się w pszczoły, leczy Johna z ran i zostawia mu łuk ze strzałami. John udaje się za wyprawą Ravensa z uprowadzoną Jane. Docierają do rzeźby będącej bramą do Opar. 
Plemię Mugambe atakuje wyprawę Ravensa, która przy pomocy karabinu maszynowego zyskuje przewagę. Gdy Ravens wchodzi ze swymi ludźmi i Jane do środka jaskini prowadzącej do Opar, plemię tarasuje wejście głazami. Poszukiwacze skarbów zmuszeni są iść w głąb jaskini. Przybyły Tarzan zamierza również wejść do środka mimo ostrzeżeń Kayi, wodza plemienia. Jaskinia jest zasiana licznymi pułapkami, z których ginie kilku poszukiwaczy, a karabin maszynowy jest stracony. John niespodziewanie osłaniany przez Kayę jednoczy się z Jane.
Za jaskinią znajduje się piramida Opar strzeżona przez Mugambe. Poszukiwacze z zaskoczeniem odkrywają nadnaturalne zdolności Opar, ale po chwili widzą kosztowności. Mugambe za pomocą kości tworzy wojowników wspomagających Claytonów i Kayę w walce z ludźmi Ravensa. John ściga Ravensa uciekającego do środka piramidy, gdzie obaj toczą walkę korzystając z oparskiego arsenału broni. Ranny Ravens dociera do sali tronowej i szczęśliwy osiada na tronie. Energia Opar jednak spala go żywcem. John zwraca Kayi klejnot i wraca z Jane do Anglii, by w końcu wziąć ślub.

## Obsada
Źródło: Filmweb
- Casper Van Dien jako Tarzan / John Clayton
- Jane March jako Jane Porter
- Steven Waddington jako Nigel Ravens
- Winston Ntshona jako Mugambe
- Rapulana Seiphemo jako Kaya
- Ian Roberts jako kapitan Dooley
- Sean Taylor jako Wilkes
- Gys de Villiers jako Schiller
- Russel Savadier as Archer
- Paul Buckby as Jerjynski
- Joshua Lindberg jako Edwards
- Paulo Tocha jako Fitt
- Grant Swanby jako Douglas Porter